# Alcalosi
L'alcalosi è una condizione patologica anormale caratterizzata dall'accumulo eccessivo di basi o alcali nel corpo da cui deriva un pH sierico anormalmente elevato e superiore a 7,45, denominato alcalemia, che costituisce uno degli estremi dello spettro dei disturbi acido-base. In genere, si verifica una perdita di ioni idrogeno o un eccesso di ioni bicarbonato, e diversi fattori possono causare uno qualsiasi di questi. In generale, l'alcalosi è meno grave dell'acidosi, ma gravi alterazioni elettrolitiche possono accompagnare l'alcalosi a causa di spostamenti transcellulari, che possono portare a disturbi clinici rari ma gravi. L'alcalosi può avere origine respiratoria o metabolica, ma l'alcalosi metabolica è molto più comune delle cause respiratorie.

## Clinica

### Eziologia
L'eziologia dell'alcalosi può essere suddivisa in cause metaboliche e respiratorie:

#### Metaboliche
- Perdita eccessiva di ioni idrogeno: ciò avviene principalmente a causa delle perdite gastriche come aspirazione gastrica prolungata e grave, eccessiva emissione di contenuti gastrici come nella stenosi pilorica o cloridrorrea congenita.[2][3]
- Aumento del bicarbonato nel compartimento extracellulare: ciò si verifica a causa dell'assunzione eccessiva di bicarbonato o alcali per via enterale (sindrome latte-alcali) o dell'assunzione aumentata di citrato o acetato per via parenterale. Un aumento del riassorbimento renale del bicarbonato può anche causare alcalosi metabolica (grave ipokaliemia, iperaldosteronismo primario, sindrome di Cushing, sindrome di Bartter, sindrome di Gitelman, ingestione tossica di liquirizia, uso eccessivo di diuretici cloruretici).[4][5][6][7]
- Alcalosi indotta da diuretici: i diuretici dell'ansa e tiazidici, che bloccano il riassorbimento del sodio e del cloruro possono causare un aumento dell'assorbimento del bicarbonato nel tubulo prossimale, portando a un aumento della concentrazione di bicarbonato nel siero, anche chiamata alcalosi da contrazione.[8]

#### Respiratorie
- Bassa produzione di CO2: condizioni ipometaboliche come il coma grave, specialmente quando supportate dalla ventilazione meccanica.[8]
- Eccessiva perdita polmonare di CO2: ciò comporta alcalosi quando la produzione di CO2 nel corpo è normale ma è presente un'eccessiva perdita di CO2, come nella iperventilazione psicogena, iperventilazione iatrogena in pazienti sottoposti a ventilazione meccanica assistita o ossigenazione a membrana extracorporea, stadi precoci di sovradosaggio da salicilati dovuti a sovraeccitazione del centro respiratorio.[9]

### Epidemiologia
Tra i vari disturbi acido-base, l'alcalosi metabolica è il disturbo più frequente nei pazienti ospedalizzati, con un'incidenza del 51% in questo gruppo. Anche l'alcalosi respiratoria è comunemente osservata nella popolazione di pazienti ospedalizzati. La prevalenza è stata dimostrata essere del 22,5% al 44,7% negli studi condotti negli ospedali degli Stati Uniti. Uno studio italiano ha mostrato una prevalenza dell'24% di alcalosi respiratoria al momento dell'ammissione.
L'incidenza dell'alcalosi mista respiratoria e metabolica è stimata essere intorno al 29%.
Non sembra esserci una distribuzione significativa per genere nell'alcalosi, tranne nei casi di stenosi pilorica infantile, dove è nota una netta predominanza maschile.

### Fisiopatologia
Il corpo dispone di un robusto sistema tampone che agisce per minimizzare le variazioni del pH nelle fasi iniziali dei disturbi acido-base. Quando questi sistemi tampone vengono sopraffatti, può insorgere l'alcalosi.
Il rene cerca di mantenere l'equilibrio acido-base normale attraverso i meccanismi duali di riassorbimento del bicarbonato, principalmente nel tubulo prossimale, e la produzione di bicarbonato nel nefrone distale. Il riassorbimento del bicarbonato è mediato da un antiporto Na-H (sodio-idrogeno) e anche da H (+)-ATPase (adenosina trifosfatasi). Gli influssi sul riassorbimento del bicarbonato includono il volume sanguigno arterioso efficace, il tasso di filtrazione glomerulare, il cloruro e le concentrazioni di potassio nel siero. In condizioni che causano l'alcalosi respiratoria, il rene agisce sia per diminuire il riassorbimento del bicarbonato sia per la produzione di bicarbonato come meccanismo compensatorio. Questo processo aiuta a mantenere il pH del compartimento extracellulare per neutralizzare l'effetto della bassa pCO2 che è il principale disturbo dell'alcalosi respiratoria. Tuttavia, i complessi meccanismi di tamponamento dei reni possono richiedere diversi giorni per raggiungere il massimo effetto, con una prevista diminuzione del bicarbonato di 4-5 mmol/L per ogni diminuzione di 10 mmHg della pCO2.
D'altra parte, la depressione respiratoria che porta all'aumento della PaCO2 si verifica prontamente e in modo prevedibile per tamponare l'alcalemia risultante dalle condizioni metaboliche (anche se variabile, ci si aspetta un aumento di 0,5 mmHg della PaCO2 per ogni aumento di 1 mmol/L di HCO3-). L'alcalemia provoca anche uno spostamento verso sinistra della curva di dissociazione dell'ossiemoglobina, aumentando così l'affinità dell'emoglobina per l'ossigeno e diminuendo il rilascio di ossigeno ai tessuti.
Quando l'assunzione di potassio è subottimale, ciò può correlare con l'alcalosi metabolica dovuta all'aumento dei livelli intracellulari di sodio e protoni, nonché alla conseguente depressione dei livelli di aldosterone. Quando i protoni si spostano nel compartimento cellulare, si verifica l'alcalosi metabolica; questa è seguita dalla depressione del centro respiratorio che determina una riduzione del drive respiratorio e, in ultima analisi, dall'eliminazione del bicarbonato attraverso il rene.

### Istopatologia
Non esistono specifiche caratteristiche istopatologiche patognomoniche per l'alcalosi. Tuttavia, la causa principale dell'alcalosi può essere stabilita attraverso studi istopatologici, specialmente quando è correlata a disturbi renali o surrenali.

### Segni e sintomi
L'alcalosi può presentarsi con una miriade di segni e sintomi, in base all'eziologia dell'alcalosi (respiratoria o metabolica) e alla condizione primaria che porta all'alcalosi.
L'alcalosi metabolica può manifestarsi con sintomi del sistema nervoso centrale che vanno dalla confusione al coma, sintomi neuropatici periferici come tremore, formicolio e intorpidimento, debolezza muscolare e spasmi muscolari, e aritmie, soprattutto quando associata a ipokaliemia e ipocalcemia. L'alcalosi metabolica non ipocloremica è associata all'ipertensione ed è solitamente il risultato di sindromi di eccessiva produzione di mineralcorticoidi. Queste sindromi generalmente si correlano con segni di espansione del volume, ipertensione e ipokaliemia. Il vomito persistente e proiettile, non bilioso, in un neonato di due-sei settimane, altrimenti in buone condizioni, è una presentazione caratteristica della stenosi pilorica.
L'alcalosi respiratoria può presentare sincope associata, tremori e segni di iperventilazione, insieme a dolore al petto e dispnea.

### Diagnosi
È necessaria un'emogasanalisi preferibilmente arteriosa, per stabilire se l'alcalosi sia di origine metabolica o respiratoria. Sono necessari esami del sangue accessori, tra cui profilo sierico con elettroliti, azoto ureico nel sangue e creatinina. Sebbene una concentrazione elevata di bicarbonato possa indicare la possibilità di alcalosi metabolica, non è confermativa, poiché sia la concentrazione di anidride carbonica sia la concentrazione di ioni H+ influenzeranno la presenza o l'assenza di alcalosi. Pertanto, è necessaria anche una stima del pH e della pCO2 del gas nel sangue. Tuttavia, in disturbi acido-base misti, sono necessari calcoli complessi per stabilire le varie alterazioni e se si tratti di anomalie primarie e/o coesistenti o meccanismi di tamponamento compensatori.
Le anomalie elettrolitiche associate devono essere identificate, compresa l'ipocloremia, l'ipokaliemia e l'ipocalcemia. Potrebbe essere necessario un elettrocardiogramma per valutare le aritmie. È richiesta un'analisi delle urine per valutare la risposta del rene all'alcalosi. L'ipertensione richiede una valutazione e altri test per l'iperaldosteronismo quando indicato. La deplezione del volume richiede anche una valutazione come condizione coesistente.
Quando associata all'ipossia o a un aumento del gradiente alveolo-arterioso (A-a), l'alcalosi respiratoria richiede una ricerca della causa dell'ipossia. Tuttavia, l'embolia polmonare può causare alcalosi respiratoria senza ipossia associata e deve essere esclusa prima di attribuire l'iperventilazione al dolore o all'ansia.

### Trattamento
La gestione appropriata dell'alcalosi si basa sull'identificazione tempestiva seguita dalla gestione dell'eziologia primaria dell'alcalosi e dal tipo di alcalosi (metabolica, respiratoria o mista). Eziologie specifiche come la stenosi pilorica richiedono correzione chirurgica, mentre l'eccessiva assunzione di alcali risponderà alla limitazione dell'assunzione eccessiva. L'alcalosi associata a condizioni di eccesso di aldosterone potrebbe richiedere correzione o sostituzione ormonale insieme al trattamento dell'ipertensione associata. La correzione dell'alcalosi responsiva al cloruro causata da deplezione del volume è possibile attraverso il ripristino del volume extracellulare. Le alterazioni elettrolitiche associate all'alcalosi, come l'ipokaliemia e l'ipocalcemia, sono le principali cause di deterioramento clinico nel paziente e devono essere corrette prima dell'insorgenza di complicazioni potenzialmente letali. In situazioni di emergenza potrebbe essere necessaria la somministrazione lenta di acido o la dialisi con bagni a basso bicarbonato.
Il trattamento dell'alcalosi respiratoria mira principalmente a correggere l'iperventilazione (primaria o iatrogena) e, oltre al trattamento dell'ansia e del dolore, a volte richiede anche l'aggiustamento della ventilazione meccanica con ipercapnia intenzionale.